# Under Attack (ABBA)
Under Attack è un singolo del gruppo musicale svedese ABBA, pubblicato il 3 dicembre 1982 come secondo estratto dalla quarta raccolta The Singles: The First Ten Years.

## Descrizione
Le sonorità del brano sono molto diverse in confronto alle canzoni precedenti ma si ottengono impasti timbrici perfetti. Anche se le sonorità del brano possono risultare antiche, in realtà sono molto innovative e contengono aneddoti molto particolari.

Il singolo ebbe scarso successo, posizionandosi quinto in Belgio e 96° in Australia. Venne eseguito dal vivo in occasione della loro partecipazione alla BBC, segnando la loro ultima esibizione in assoluto. Fu rivalutato soltanto agli inizi del 2013 con la ristampa di The Visitors. A tal proposito Benny Andersson affermò in un'intervista: 

## Video musicale
Il video mostra un ambiente oscuro ed illuminato solo dalla luce di un allarme; questa oscurità è stata voluta dal quartetto stesso per far trasparire il senso di vuoto e di malinconia nel quale il gruppo si trovava in quel periodo. La scena finale mostra il gruppo allontanarsi dalla porta di un capannone nel quale erano rinchiusi. Il direttore del suono affermò in un'intervista che «durante le riprese del video si sentiva un'aria di tristezza e malinconia. Solo dai volti delle due cantanti si poteva capire che quella era la fine degli ABBA».

## Tracce
7" (Australia, Francia, Germania, Giappone, Irlanda, Messico, Nuova Zelanda, Svezia, Regno Unito)
- Lato A

1. Under Attack – 3:45

- Lato B

1. You Owe Me One – 3:29

7" (Spagna)
- Lato A

1. Under Attack – 3:45

- Lato B

1. The Day Before You Came – 5:50